# Бывшие посёлки городского типа Приморского края
Бывшие посёлки городского типа Приморского края — посёлки городского типа (рабочие, дачные и курортные), потерявшие этот статус в связи с административно-территориальными преобразованиями.

## А
- Авангард — пгт с 1991 года[1]. Преобразован в сельский населённый пункт в 2004 году[2].
- Адими — исключён из учётных данных в 1970 году.
- Артём — пгт с 1930 года. Преобразован в город в 1938 году.
- Артёмовский — пгт с 1954 года. Включён в город Артём в 2004 году[3].

## Б
- Большой Камень — пгт с 1956 года. Преобразован в город в 1989 году.

## В
- Валентин — пгт с 1944 года. Преобразован в сельский населённый пункт в 1994 году.
- Верхнеиманский — пгт с 1954 года[4]. Исключён из учётных данных в 1961 году.
- Врангель — пгт с 1977 года. Включён в город Находку в 2004 году.
- Высокогорск — пгт с 1956 года. Преобразован в сельский населённый пункт в 2011 году[5].

## Г
- Горнореченский — пгт с 1979 года. Преобразован в сельский населённый пункт в 2019 году[6].
- Горный — пгт с 1955 года. Преобразован в сельский населённый пункт в 2013 году[7].

## Д
- Дальнегорск — пгт с 1930 года. До 1972 года назывался Тетюхе. Преобразован в город в 1989 году.

## З
- Заводской — пгт с 1969 года. Включён в город Артём в 2004 году[3].

## К
- Каменка — пгт с 1951 года. Преобразован в сельский населённый пункт в 2004 году[8].
- Клерк — пгт с 1940 года. Преобразован в сельский населённый пункт в 1958 году.
- Краснореченский — пгт с 1951 года. Преобразован в сельский населённый пункт в 2004 году[8].

## Л
- Лесозаводск — пгт с 1932 года. Преобразован в город в 1938 году.
- Ливадия — пгт с 1941 года. Включён в город Находку в 2004 году.

## Н
- Находка — пгт с 1940 года. Преобразован в город в 1950 году.
- Новый — пгт с 1986 года. Преобразован в сельский населённый пункт в 2004 году.

## П
- Попова — пгт с 1948 года. Преобразован в сельский населённый пункт в 2004 году.
- Промысловка — преобразован в сельский населённый пункт в 1967 году.

## Р
- Раздольное — пгт с 1942 года. Преобразован в сельский населённый пункт в 2004 году.
- Рейнеке — пгт с 1948 года. Преобразован в сельский населённый пункт в 1977 году.
- Реттиховка — пгт с 1962 года. Преобразован в сельский населённый пункт в 2007 году.
- Рудная Пристань — пгт с 1945 года. Первоначально назывался Тетюхе-Пристань. Преобразован в сельский населённый пункт в 2004 году[8].
- Рудный — пгт с 1945 года. До 1972 года назывался Лифудзин. Преобразован в сельский населённый пункт в 2011 году[5]
- Русский — пгт с 1959 года. Преобразован в сельский населённый пункт в 2004 году.

## С
- Семёновка — пгт с 1938 года. Преобразован в город Арсеньев в 1952 году.
- Соколовка — пгт с 1943 года. Преобразован в сельский населённый пункт в 1967 году.
- Сучанский Рудник — пгт с 1929 года. Преобразован в город Сучан в 1932 году.

## Т
- Тавричанка — пгт с 1940 года. Преобразован в сельский населённый пункт в 2004 году.
- Тигровой — пгт с 1940 года. Преобразован в сельский населённый пункт в 1999 году.
- Тихоокеанский — пгт с 1967 года. Преобразован в город Фокино в 1980 году.
- Трудовое — пгт с 1943 года. Преобразован в сельский населённый пункт в 2004 году.

## У
- Углекаменск — пгт с 1947 года. Преобразован в сельский населённый пункт в 2004 году[2].
- Угловое — пгт с 1943 года. Включён в город Артём в 2004 году[3].
- Уссурка — пгт с 1939 года. Преобразован в сельский населённый пункт в 1965 году.

## Ч
- Черемшаны — пгт с 1945 года. До 1972 года назывался Синанча. Преобразован в сельский населённый пункт в 1975 году.